# اکلی (ویسکانسین)
اکلی، ویسکانسین (به انگلیسی: Ackley, Wisconsin) یک شهرک در ایالات متحده آمریکا است که در شهرستان لانگلاد، ویسکانسین واقع شده‌است.

## خصوصیات
اکلی ۱۸۳٫۷ کیلومترمربع مساحت و ۵۱۰ نفر جمعیت دارد و ۴۴۶ متر بالاتر از سطح دریا واقع شده‌است.